# Gehöft Mühlenstraße 4 (Havelsee)
Das heutige Wohnhaus und als Gehöft in der Stadt Havelsee, im Ortsteil Pritzerbe unter Denkmalschutz stehende Gebäude befindet sich in der Adresse Mühlenstraße 4.

## Bauwerk
Bei diesem Baudenkmal handelt es sich um ein Wohnhaus, welches traufständig längs zur Mühlenstraße steht und an welches sich rechts ein Nachbarhaus anschließt. Das Gebäude verfügt über ein Unter-, ein Dach- und ein Kellergeschoss. Der Sockel mit in der Front drei schmale Öffnungen für Kellerfenster und die restliche Fassade sind verputzt und mit einem gelblichen Farbanstrich versehen. Das Portal liegt in der Vorderansicht rechts unmittelbar neben dem Nachbarhaus und ist über eine dreistufige Freitreppe zu erreichen. Es befindet sich in einem leicht vorspringenden Risalit und weist eine nochmals vorspringende Verdachung und profilierte Umrandung auf. Die geschnitzte Holztür ist zweiflüglig ohne Oberlicht und besitzt einen grünen Anstrich.
Links des Portals befinden sich drei identische Fenster mit einer dem Eingangsbereich ähnlichen Verdachung und Umrandung. Es sind Holzsprossenfenster, die über Fensterläden im gleichen grünen Anstrich wie die Eingangstür verfügen. Weitere schmucklose Fenster befinden sich in der westlichen und südlichen Außenwand. Unter der Traufe befindet sich ein schlichtes Traufgesims. Das Dach ist ein mit roten Biberschwänzen gedecktes Satteldach.